# Ary Pleysier
Ary Pleysier, né le 16 avril 1819 à Flardingue, mort le 12 mai 1879 à Vreeland, est un peintre néerlandais.

## Biographie
Autodidacte, Ary Pleysier s'est spécialisé dans la peinture de marines et de rivières. Il a travaillé jusqu'en 1842 à Rotterdam, avant de déménager à La Haye pour finalement s'installer à Amsterdam en 1850. Il fut membre de la société d'artistes « Arti et amicitiæ » à partir de 1852.